# Beobank
Beobank is een Belgische bank. Voor 21 mei 2013 was de financiële instelling actief onder de naam Citibank Belgium. Tot de overname  op 30 april 2012 door het Franse Credit Mutuel Nord Europe  maakte de bank deel uit van het wereldwijde netwerk van Citigroup. Terwijl Citibank zich richtte op kredietkaarten en consumentenkredieten, profileert Beobank zich meer als een retailbank met een breed dienstenpallet. Eind 2020 beschikt Beobank over een netwerk van 220 verkooppunten in België, met relatief meer kantoren in Wallonië en een sterke aanwezigheid in de provincie Henegouwen. Volgens de cijfers van Febelfin uit 2019 staat Beobank qua balanstotaal op de 16e plaats in de Belgische markt.

## Bestuur
Beobank is een dochter van het Franse Crédit Mutuel Nord Europe (CMNE), een bank actief in zeven noordelijke departementen in Frankrijk (Nord (59), Pas-de-Calais (62), Somme (80), Oise (60), Aisne (02), Marne (51), Ardennes (08)). CMNE is samen met de vier andere Crédit-Mutuel-entiteiten (Crédit Mutuel Arkéa (eigenaar Keytrade Bank), Crédit Mutuel Alliance Fédérale (de grootste entiteit), Crédit Mutuel Maine-Anjou Basse-Normandie, Crédit Mutuel Océan), die elk een deel van het Frans grondgebied bestrijken, lid van de 'Confédération nationale du Crédit Mutuel', een centraal organisme dat de merkoverkoepelende activiteiten beheert. 
Op 10 december 2020 lekte in de Franse pers uit dat Crédit Mutuel Nord Europe (CMNE) zou opgaan in Crédit Mutuel Alliance Fédérale uit Straatsburg. In aanloop van die integratie verwierf Crédit Mutuel Alliance Fédérale in de eerste helft van 2021 een meerderheid in Beobank.
Sleutelpersonen begin 2020:
- CEO: Guy Schellinck
- Bestuurder-Directeur Producten & Diversificatie: Koen Spinoy
- CRO: Wouter Van den Kerkhove
- CCO: Guy Roosen
- Directeur Marketing: Cyril Guilloret
- Voorzitter raad van bestuur: Eric Charpentier
- Secretaris-Generaal: Francois Staroukine

## Geschiedenis

### Citibank groeit via overnames
In 1962 opende de Amerikaanse Citibank een Belgisch filiaal te Brussel en daarna verkooppunten in Antwerpen, Gent, Hasselt en Luik. In 1969 verwierf Citibank Crédivit en Financia die fusioneerden en in 1977 werden herdoopt tot Famibank. In 1982 werd Banque Copine overgenomen en in 1985 Banque Sud Belge. In 1988 fusioneerden Famibank en Banque Sud Belge die vanaf 9 november 1992 verder gingen als Citibank Belgium.
Bij de introductie van Citibank in België (en het verdwijnen van Famibank en Banque Sud. Belge) had de Amerikaanse eigenaar voor ogen om een geharmoniseerde dienstverlening aan te bieden in de diverse Europese landen vanaf 2003. Citibank introduceerde een aanbod voor particulieren (betaalverkeer, leningen, kaarten enz.) en beleggers. Voor meer kapitaalkrachtige klanten werd het Citibank Gold aanbod in de markt gezet.
Voortbouwend op de ervaring van Famibank bleef de specifieke en bijzonder rendabele activiteit gelinkt aan consumentenkredieten een belangrijke rol spelen waarbij Citibank de klassieke persoonlijke leningen (LOA's) aanvulde met diverse kredietverlening gekoppeld aan kredietkaarten. Deze kredietkaarten werden vaak in partnerships met andere ondernemingen gecommercialiseerd (Neckermann Reizen, Q8) waarbij klanten mede gelokt werden door allerlei (financiële) voordelen gekoppeld aan het gebruik van de kaarten. Ook kredietverlening via winkelketens kende een sterke groei.

### Kredietcrisis en overname door het Franse Credit Mutuel
Als onderdeel van Citigroup was de bank gekend voor het harde commerciële beleid inzake toekennen van consumentenkrediet wat tot spanningen leidde met een deel van de politieke wereld. In 2007 werd op aangeven van toenmalig parlementslid Hans Bonte door de sp.a een heus meldpunt opgericht om misbruiken op het vlak van leningen op afbetaling te behandelen.
In de nasleep van de kredietcrisis kwam het zelfs tot een rechtszaak toen bleek dat de bank zijn klanten effecten van Lehman Brothers als 'veilige belegging' had verkocht of de klanten te weinig had geïnformeerd over de onderliggende risico's van de belegging. Het bedrijf werd in eerste aanleg veroordeeld, maar in beroep vrijgesproken.
Het overgrote deel van de 4.200 betrokken klanten (97%) had ondertussen evenwel een minnelijke schikking aanvaard van Citibank: ofwel meteen 65 procent van het geïnvesteerde bedrag terugkrijgen, ofwel het geld gedurende drie jaar herbeleggen op een termijnrekening en zo bijna 75 procent recupereren; ongeveer 70 procent koos voor de tweede optie.
Op 28 december 2011 maakte het Amerikaanse Citigroup bekend dat Citibank België zou overgenomen worden door de Franse bank Crédit Mutuel Nord Europe (CMNE) uit Rijsel. De overname werd in 2012 gefinaliseerd.

### Nieuwe Beobank en fusie met BKCP
Door de loskoppeling van Citigroup moest de bank van naam veranderen. De naam Beobank werd op 21 mei van dat jaar officieel bekendgemaakt.
Op 20 mei 2015 maakte CMNE het besluit bekend om BKCP Bank en Beobank te fusioneren, waarbij de naam BKCP definitief zou verdwijnen. In mei 2016 werd de fusie afgerond, wat gepaard ging met een massale sluiting van kantoren, voornamelijk in de groep van zelfstandige kantoren van BKCP en het door BKCP eerder overgenomen OBK-Bank. De operatie bleef evenmin zonder gevolgen voor het personeel en leidde ook tot een herschikking van het directiecomité: op 1 oktober 2016 verliet Jean-Christophe Vanhuysse (vertegenwoordiger van aandeelhouder CMNE) de bank.
Bij de fusie van BKCP en Beobank kreeg de bank er plots een hoop professionele klanten bij (zelfstandigen, kmo's), waardoor Beobank zich genoodzaakt zag haar expertise op dat vlak te versterken en het productaanbod uit te breiden met specifieke producten als Straight Loans, Investeringskredieten enz. In september 2016 lanceerde Beobank een afzonderlijk netwerk van PRO-kantoren, gericht op kleine ondernemers, die vaak klant waren bij BKCP-bank. Die kantoren staan in voor de globale bankrelatie van de betrokken klanten behalve voor loketverrichtingen die in een gewoon kantoor blijven gebeuren. In die periode gooide Beobank zich voor het eerst ook volop op de markt van de woonleningen. Vanaf 2017 bleek de focus toch opnieuw meer te verschuiven naar het consumentenkrediet.
Het sluitstuk van de integratie werd ook de samenvoeging van beide hoofdkantoren op een nieuwe locatie in de buurt van het Brusselse noordstation. Door vertragingen in de bouw van het nieuwe hoofdkantoor en met het oog op snellere besparingen werd het voormalige hoofdkantoor van BKCP, dat ondertussen verkocht was, eind oktober 2019 definitief ontruimd.
In 2019 was moederholding Crédit Mutuel Nord Europe een van de vijf kandidaten voor de overname van Bank Nagelmackers. Het bracht een niet-bindend bod uit. Begin 2020 blies de eigenaar van Nagelmackers, het Chinese Anbang, dat de verkoop af werd wegens te lage biedingen.
In 2020 stopte Beobank met de financiering van producten en aankopen in winkels (vaak elektronica) wegens de fors gedaalde rendabiliteit.

## Sponsoring
BKCP was sinds 1 januari 2009 een belangrijke sponsor in het veldrijden met de ploegen BKCP-Powerplus en BKCP-Corendon met als kopmannen Niels Albert en Mathieu van der Poel. Beobank nam het lopende contract over tot eind 2017. Vanaf 2018 tot midden 2019 sponsorde de bank de IKO-Beobank-ploeg rond Sanne Cant en de jeugd-veldritploeg.
In september 2013 werd Beobank de nieuwe shirtsponsor van voetbalploeg KRC Genk. Deze overeenkomst werd in 2016 en 2019 verlengd voor aanvang van het seizoen.
Begin 2019 sloot de Belgische wielerbond een samenwerking met Beobank voor een periode van 2 jaar.